# Vải thiều
Vải thiều là loại trái cây phổ biến ở một số quốc gia nhiệt đới, trong đó có Việt Nam. Hiện nay vùng trồng loại vải nổi tiếng nằm ở huyện Thanh Hà, tỉnh Hải Dương và huyện Lục Ngạn, tỉnh Bắc Giang.

## Nguồn gốc

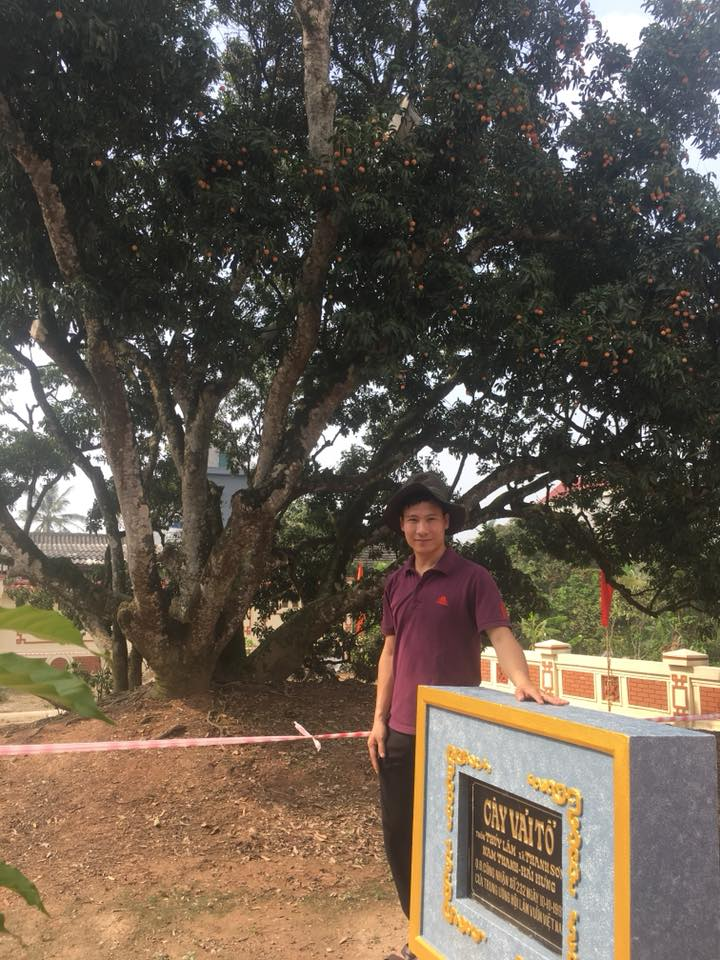
Cây vải Tổ 200 năm tuổi tại thôn Thúy Lâm xã Thanh Sơn, huyện Thanh Hà, tỉnh Hải Dương

## Hình ảnh

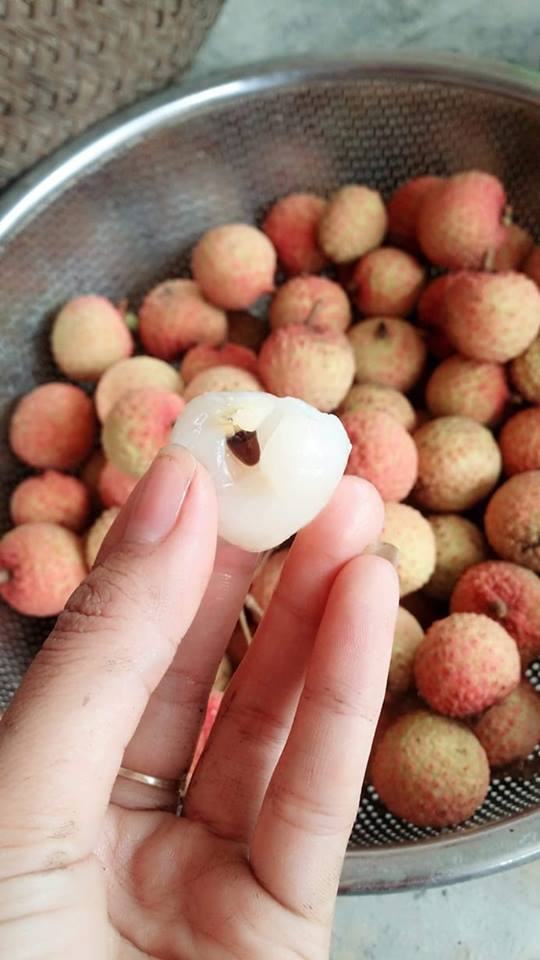
Đặc điểm nhận dạng quả vải thiều Thanh Hà chín
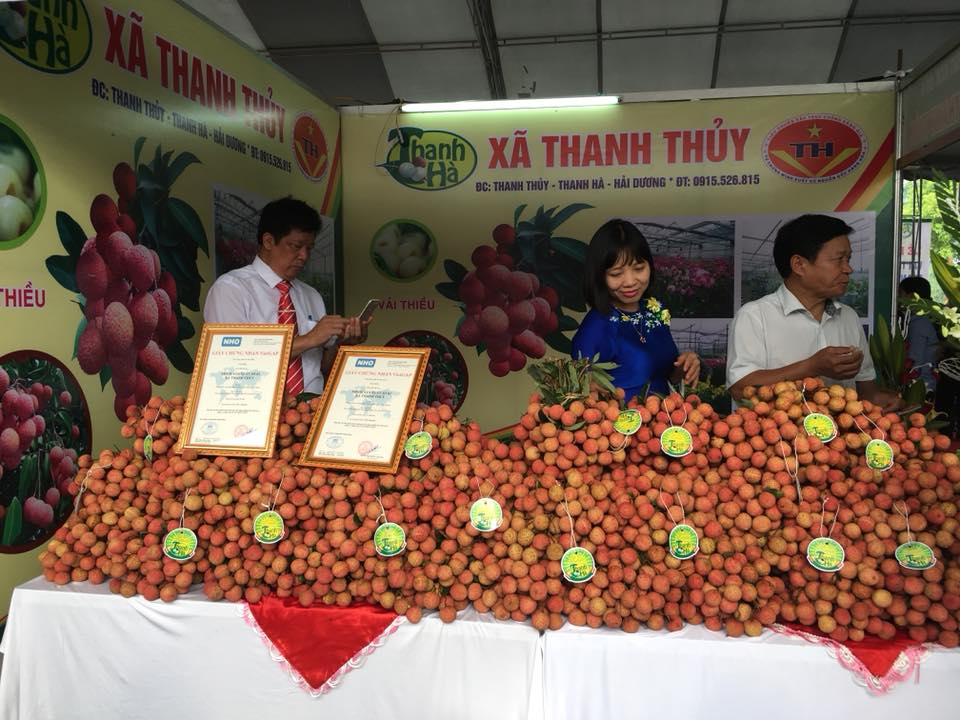
Trưng bày giới thiệu vải thiều tại lễ hội vải Thiều Thanh Hà năm 2018